# Robert Kotowski
Robert Paweł Kotowski (ur. 17 kwietnia 1970 w Sandomierzu) – polski historyk, muzealnik i edytor źródeł, profesor nauk humanistycznych, profesor Uniwersytetu Warszawskiego. Od 2009 dyrektor Muzeum Narodowego w Kielcach.

## Życiorys
W 1994 ukończył studia w Instytucie Historii na Wydziale Humanistycznym Uniwersytetu Marii Curie-Skłodowskiej. Doktoryzował się w 1998 na macierzystej uczelni na podstawie dysertacji zatytułowanej: Sandomierz i jego mieszkańcy w latach 1918–1939, której promotorem był profesor Tadeusz Radzik. Stopień naukowy doktora habilitowanego uzyskał w 2014 na UMCS w oparciu o pracę pt. Dziewczęta w mundurkach. Młodzież szkół średnich w Polsce w latach 1918–1939. Tytuł profesora nauk humanistycznych otrzymał 11 maja 2020. Zajmuje się edycją źródeł i biografistyką XIX–XX wieku, historią społeczną XX wieku i historią kobiet.
W latach 1998–2006 pracował w Zakładzie Historii Wyższej Szkoły Humanistyczno-Przyrodniczej w Sandomierzu. W latach 2010–2016 prowadził zajęcia na Wydziale Humanistycznym Uniwersytetu Jana Kochanowskiego w Kielcach. W 2016 podjął pracę na Uniwersytecie Warszawskim, na którym zajmował stanowisko adiunkta, a później profesora w Katedrze Badań nad Bibliotekami i Instytucjami Kultury na Wydziale Dziennikarstwa, Informacji i Bibliologii.
We wrześniu 2008 bez powodzenia ubiegał się o stanowisko dyrektora Muzeum Narodowego w Kielcach (wybrany został Andrzej Komodziński). Przez następne trzy miesiące pełnił funkcję zastępcy dyrektora Muzeum Narodowego w Krakowie. W styczniu 2009, gdy Andrzej Komodziński nie przyjął warunków zatrudnienia, został powołany na dyrektora Muzeum Narodowego w Kielcach.
Pracował w Urzędzie Miejskim w Sandomierzu, pełniąc funkcję kierownika wydziału spraw obywatelskich. W 2006 bez powodzenia ubiegał się o mandat radnego Sejmiku Województwa Świętokrzyskiego z listy KWW Porozumienie Samorządowe. W 2010 został kandydatem Platformy Obywatelskiej w wyborach na prezydenta Sandomierza, jednak zrezygnował z ubiegania się o to stanowisko. W tym samym roku z listy PO bez powodzenia kandydował na radnego Sandomierza.
Żonaty z Joanną, ma troje dzieci. W 2014 roku został odznaczony Brązowym Medalem „Zasłużony Kulturze Gloria Artis”.

## Wybrane publikacje
- Sandomierz między wojnami, Sandomierz 1998[11]
- Nowoczesne muzeum. Dziedzictwo i współczesność, Kielce 2010 (współautor: Roman Batko)[12]
- Dziewczęta w mundurkach. Młodzież żeńska szkół średnich w Polsce w latach 1918–1939, Kielce 2013[13]
- Dziewczynka z obrazu. Historia życia Józi Oderfeldówny, Kielce 2014[14]
- Sanktuarium Józefa Piłsudskiego w Kielcach. Między pamięcią a polityką historyczną, Kielce 2018 (współautor: Lidia Michalska-Bracha)[15]
- Wacława Olszewicza listy do córki, Kielce 2019 (opracowanie naukowe)[16]
- Centralny Okręg Przemysłowy, Warszawa 2018[17]